# Música de vida
Música de vida es el sexto álbum de estudio del grupo de hip hop chileno Tiro de Gracia. Será el primero en el que no estará su cofundador Lenwa Dura, debido a la separación del grupo en 2007 y será el primer trabajo discográfico de la banda tras seis años de sequía y apariciones esporádicas en la música popular chilena y cultura hip hop latinoamericana.
Una de las primeras pistas sobre la especulación de este álbum fue un relanzamiento del exitoso sencillo "El juego verdadero", el cual fue el tema principal en el programa de telerrealidad de 2005 La granja (de Canal 13). En este se nombra varias veces la frase esto es Música de vida. En 2006 lanzaron el sencillo promocional "Dedicado", que alcanzó una regular recepción radial, el cual probablemente sería lanzado en este álbum.
Después de su dura separación, los rumores del álbum disminuyeron notablemente, aunque seguían activos desde mediados del 2007. Al salir una maqueta en internet llamada Música de Vida que contenía canciones inéditas de Juan Pincel en solitario sin su compañero Lengua, crecieron los rumores de este supuesto álbum. Durante todo ese tiempo, Juan ha estado autodenominándose con el nombre de Tiro de Gracia (junto a nuevos músicos), lo que ha sido muy criticado por sus fanes.
Se cree que contará con el grupo con el que se ha presentado este último, DJ Who (tornamesas), Sebastián Abrigo (guitarra) y los músicos de Uruz como soporte instrumental.
Esta etapa del grupo ha sido denominada la versión 2.0, debido a la inclusión de nuevos estilos y evolución de la banda desde 2007.
En 2009, salió en internet un remake del demo anterior, ahora llamado Música de Vida Vol. 2, mostrando canciones anteriores e inéditas de Juan como solista.

## 2007: Música De Vida (Vol. 1)
| #  | Título                               | Artista(s)                                                           | Duración |
| -- | ------------------------------------ | -------------------------------------------------------------------- | -------- |
| 1  | "Nueva Sensación"                    | Juan Sativo                                                          | 3:23     |
| 2  | "Dedicado"                           | Juan Sativo                                                          | 4:00     |
| 3  | "El Juego Verdadero (Nueva Versión)" | Juan Sativo                                                          | 2:41     |
| 4  | ""                                   |                                                                      |          |
| 5  | "De La Calle Al Ecenario"            | Juan Sativo Ft. Fidel Nadal                                          | 2:50     |
| 6  | "Old Crew"                           | Juan Sativo & Lenwa Dura                                             | 3:28     |
| 7  | "La Raza"                            | Juan Sativo Ft. Latin Bitman                                         | 3:06     |
| 8  | "Marcianos Crew"                     | Juan Sativo                                                          | 3:42     |
| 9  | "Artista"                            | Juan Sativo Ft. La Resistencia a.k.a Zony Kroket, Tuplak, La Brigada | 2:22     |
| 10 | "Tu Sabes Bien"                      | Juan Sativo                                                          | 2:38     |
| 11 | "Niña (V2.0)"                        | Juan Sativo Ft. Juan Antonio Labra                                   | 3:58     |
| 12 | "Deja De Llorar"                     | Juan Sativo                                                          | 2:50     |
| 13 | "La Granja (El Juego Verdadero)"     | Juan Sativo                                                          | 3:15     |
| 14 | "Maria Bonita"                       | Juan Sativo                                                          | 4:34     |

## 2008: Música De Vida (Demo)
| #  | Título                            | Artista(s)                        | Duración |
| -- | --------------------------------- | --------------------------------- | -------- |
| 1  | "Intro De Vida"                   | Juan Sativo                       | 2:11     |
| 2  | "Amor Confuso"                    | Lenwa Dura                        | 2:47     |
| 3  | "Castigo Divino"                  | Lenwa Dura                        | 3:33     |
| 4  | "Miedo Al Mismísimo"              | Lenwa Dura Ft. Sicario 2H Ecuador | 4:50     |
| 5  | "Dedicado"                        | Juan Sativo                       | 3:32     |
| 6  | "Duro Dial De Vida"               | Juan Sativo                       | 2:45     |
| 7  | "Lapiz y Un Papel (Interludio)"   | Lenwa Dura & Juan Sativo          | 1:36     |
| 8  | "Tik-Tak (Ya Se Acaba El Tiempo)" | Lenwa Dura & Juan Sativo          | 3:08     |
| 9  | "Nueva Sensación"                 | Juan Sativo                       | 3:25     |
| 10 | "Pinceludio"                      | Juan Sativo                       | 2:18     |
| 11 | "Emisario Santo"                  | Juan Sativo                       | 1:56     |
| 12 | "Tornamismo"                      |                                   | 2:27     |
| 13 | "Se Repite La Historia"           | Lenwa Dura                        | 3:05     |
| 14 | "Separados"                       | Lenwa Dura & Juan Sativo          | 3:29     |

## 2009: Música De Vida (Vol. 2)
| #  | Título                       | Artista(s)                   | Duración |
| -- | ---------------------------- | ---------------------------- | -------- |
| 1  | "Way"                        | Juan Sativo Ft. Unomas       | 3:07     |
| 2  | "Viviendo El Dia"            | Juan Sativo Ft. C-Funk       | 4:24     |
| 3  | "Siento Que Me Quemas"       | Juan Sativo Ft. Uruz         | 3:10     |
| 4  | "Lanzando Balas"             | Juan Sativo Ft. Diegoego     | 3:19     |
| 5  |                              | Juan Sativo                  |          |
| 6  | "Representando"              | Juan Sativo Ft. Fidel Nadal  | 2:50     |
| 7  | "Wiiiiiiyyyyy!"              | Juan Sativo Ft. Tea-Time     | 3:24     |
| 8  | "Estilo De Vida"             | Juan Sativo Ft. Hordatoj     | 3:33     |
| 9  | "Por Mas Que"                | Juan Sativo Ft. Quique Neira | 4:18     |
| 10 | "Despidete & Saluda"         | Juan Sativo Ft. Unomas       | 3:39     |
| 11 | "Otra Vez"                   | Juan Sativo Ft. Go           | 3:26     |
| 12 | "Huakiman y Tolosa"          | Juan Sativo Ft. C-Funk       | 3:31     |
| 13 | "Vibrazion"                  | Juan Sativo Ft. Isabel Omega | 3:56     |
| 14 | "Pasa El Tiempo"             | Juan Sativo Ft. Joyse        | 4:48     |
| 15 | "Lady"                       | Juan Sativo Ft. Quique Neira | 5:21     |
| 16 | "Cuerpo y Alma"              | Juan Sativo Ft. Seo2         | 3:46     |
| 17 | "Calma Antes De La Tormenta" | Juan Sativo Ft. Zaturno      | 2:24     |